# Брэдли, Джозеф Варнум
Джозеф Брэдли Варнум (род. 29 января 1750/1751 - 21 сентября 1821) - американский государственный и политический деятель от Демократической партии из штата Массачусетс. Он являлся спикером Палаты представителей США в период с 1807 по по 1811 год. С 1813 по 1814 год он был временным президентом Сената США. Он также входил в состав Палаты представителей США и Сената США.

## Биография
Джозеф Брэдли Варнум родился 29 января 1750 или 1751 года в Дракуте, штат Массачусетс, в რკპუგე Мидлсекс в семье фермера, офицера милиции и местного чиновника Сэмюэля Варнума и Мэри Прайм. Он получил ограниченное формальное образование, но стал ученым-самоучкой.
В возрасте восемнадцати лет он был назначен капитаном комитетом Колонии Массачусетского залива. В 1802 году он стал бригадным генералом, а в 1805 году - генерал-майором ополчения. После службы в ополчении Массачусетса во время Войны за независимость США, Варнум помог подавить восстание Шейса. Он был избран в Палату представителей Массачусетса (1780–1785), а затем в Сенат штата Массачусетс (1786–1795). Он также работал судьей Массачусетского суда по общим делам и главным судьей Массачусетского суда общих сессий.
В 1794 году Варнум был избран в Палату представителей США, где он работал с 4 марта 1795 года до своей отставки 29 июня 1811 года. В течение последних четырех лет пребывания в Палате представителей он был занимал пост председателя.
Варнум был избран в Сенат США в 1811 году. Он стал единственным сенатором США от Демократической республиканской партии в истории Массачусетса. Варнум занимал пост временного президента Сената США с 6 декабря 1813 года по 3 февраля 1814 года во время Тринадцатого Конгресса. Он также был председателем сенатского комитета по делам ополчения Род-Айленда во время четырнадцатого Конгресса.
Вернувшись в Массачусетс в 1817 году, Варнум снова стал сенатором в Сенате штата Массачусетс и проработал там вплоть до своей смерти 21 сентября 1821 года.
Варнум умер в Дракуте и был похоронен на Варнумском кладбище в этом городе. Его братом был генерал-майор Джеймс Митчелл Варнум, который командовал 1-м Род-Айлендским полком с 1775 по 1777 год, служил командиром бригады в битве при Род-Айленде, а затем служил генерал-майором, командовавшим ополчением Род-Айленда.

## Рабство
Генри Уилсон в своей «Истории рабства» цитирует Варнума в ходе дебатов по законопроекту об управлении территорией Миссисипи в Палате представителей США в марте 1798 года как очень сильного и откровенного в своем противостоянии рабству негров. Варнум подружился с Сайласом Роялем, бывшим рабом, освобожденным семьей Варнум, который также служил с ним во время войны.
3 марта 1805 года Варнум представил предложение штата Массачусетс о внесении поправок в Конституцию и отмене работорговли. Это предложение было внесено до 1807 года, когда под руководством Варнума поправка прошла через Конгресс и была принята обеими палатами 2 марта 1807 года. Президент США Томас Джефферсон подписал ее в качестве закона 3 марта 1807 года.

## Семья
Джозеф женился на Молли Батлер из Пелхэма, штат Нью-Гэмпшир, в 1772 году. Молли также сыграла важную роль в Американской революции. Так историк Донат Паке писал о Молли Варнум: «Ее патриотизм не уступал патриотизму ее мужа. Она была неутомима в поисках средств обеспечения предметов первой необходимости и некоторого комфорта для солдат, которые были плохо снабжены».